# Schistura kohchangensis
 Schistura kohchangensis és una espècie de peix de la família dels balitòrids i de l'ordre dels cipriniformes.

## Morfologia
Els mascles poden assolir els 7,5 cm de longitud total.

## Distribució geogràfica
Es troba al sud-est de Tailàndia.